# Hella S. Haasse
Hella Serafia Haasse (født 2. februar 1918 i Jakarta – 29. september 2011) var en hollandsk forfatter.